# Гордеев, Яков Фёдорович
Яков Фёдорович Гордеев — сотрудник органов охраны правопорядка и государственной безопасности, комиссар милиции 3-го ранга (1943).

## Биография
В апреле 1940 года - начальник Управления РКМ НКВД БССР.
Работал заместителем начальника областной милиции в Актюбинске. С 19 декабря 1941 заместитель начальника Управления НКВД Актюбинской области по милиции. На 28 января 1950 являлся заместителем министра государственной безопасности Туркменской ССР.

### Звания
- капитан государственной безопасности;[2]
- старший майор милиции, 2 апреля 1940;
- комиссар милиции 3-го ранга, 4 марта 1943.

### Награды
- Орден Красного Знамени (1945);[3]
- орден Красного Знамени (1945);
- орден Красной Звезды (1940);
- орден Красной Звезды (1945);
- орден Знак Почёта (1950);